# ویگن سارگسیان
ویگن سارگسیان (ارمنی: Վիգեն Սարգսյան؛ انگلیسی: Vigen Sargsyan؛ زادهٔ ۱۰ مهٔ ۱۹۷۵) سیاست‌مدار اهل ارمنستان که از ۲۰۱۶ تا ۲۰۱۸ در کابینه سرژ سارگسیان به عنوان وزیر دفاع خدمت نمود. وی برندهٔ جوایزی همچون نشان شوالیه ملی لیاقت و مدال موسس خورناتسی مدال آندرانیک اوزانیان شده است.

## مدال‌ها
- مدال موسس خورناتسی
- مدال آندرانیک اوزانیان
- مدال خدمات به سرزمین مادری - درجه یک [ب] (2015)
- مدال خدمات به سرزمین مادری - درجه دو [پ] (2013)
- مدال طلایی مجلس ملی جمهوری ارمنستان[ت] (2015)
- مدال یادبود نخست‌وزیر ارمنستان[ث] (2006)

## یادداشت
1. ↑  Lusine Galajyan
2. ↑  Services to the Motherland Medal, 1st class
3. ↑  Services to the Motherland Medal 2nd class
4. ↑  Golden Medal of the National Assembly of Armenia
5. ↑  Medal of the Prime Minister of Armenia